# Tetragonodes neon
Tetragonodes neon är en fjärilsart som beskrevs av Druce 1892. Tetragonodes neon ingår i släktet Tetragonodes och familjen mätare. Inga underarter finns listade i Catalogue of Life.